# Зеленчук Степан Спиридонович
Степан Спиридонович Зеленчук (19 серпня 1904, село Новогригорівка Херсонської губернії, тепер Вознесенського району Миколаївської області — 22 липня 1978, м. Кишинів, Молдавська РСР) — радянський партійний діяч, 2-й секретар Молдавського обкому КП(б)У, секретар ЦК КП(б) Молдавії. Депутат Верховної Ради СРСР 1-го скликання.

## Біографія
У 1921—1923 роках — робітник радгоспу села Ракове Вознесенського району Миколаївщини.
У 1923—1930 роках — голова комітету незаможних селян села Новогригорівки Вознесенського району; голова Новогригорівської сільської ради; інспектор ощадної каси в місті Вознесенську; керуючий справами Вознесенського районного комітету КП(б)У.
Член ВКП(б) з 1930 року.
З 1931 по 1932 рік навчався на планових курсах в місті Києві.
У 1932—1937 роках — заступник директора машинно-тракторної станції з політичної роботи; парторг колгоспу села Малаєшти Тираспольського району; інструктор Молдавського обласного комітету КП(б)У; 1-й секретар Кам'янського районного комітету КП(б)У Молдавської АРСР.
У 1937 — березні 1938 року — завідувач відділу шкіл та культпросвіти (та науки) Молдавського обласного комітету КП(б)У.
У березні 1938 — червні 1939 року — 3-й секретар Молдавського обласного комітету КП(б)У.
У червні 1939 — 14 серпня 1940 року — 2-й секретар Молдавського обласного комітету КП(б)У. Одночасно, у липні — серпні 1940 року — 1-й секретар Кишинівського повітового комітету КП(б)У.
14 серпня 1940 — 4 вересня 1940 року — 2-й секретар ЦК КП(б) Молдавії.
4 вересня 1940 — 27 січня 1945 року — секретар ЦК КП(б) Молдавії з пропаганди і агітації.
У 1945—1947 роках — слухач Вищої школи партійних організаторів при ЦК ВКП(б).
14 травня 1947 — 29 листопада 1947 року — заступник голови Ради Міністрів Молдавської РСР та міністр закордонних справ Молдавської РСР. 
У 1948—1952 роках — завідувач відділу шкіл ЦК КП(б) Молдавії; секретар Кишинівського міського комітету КП(б) Молдавії; відповідальний організатор ЦК КП(б) Молдавії.
У березні 1952—1953 роках — заступник голови виконавчого комітету Бельцької окружної ради депутатів трудящих Молдавської РСР.
У 1953—1955 роках — слухач Республіканської партійної школи при ЦК КП Молдавії.
У 1955—1956 роках — відповідальний організатор ЦК КП Молдавії.
У 1956—1960 роках — начальник відділу кадрів Міністерства культури Молдавської РСР.
З 1960 року — на пенсії у місті Кишиневі.

## Нагороди
- два ордени Трудового Червоного Прапора (7.02.1939)
- медалі